# Michael Seewald
Michael Seewald (* 13. Juli 1987 in Saarbrücken) ist ein deutsch-französischer katholischer Geistlicher und Hochschullehrer. Er ist Professor für Dogmatik und Dogmengeschichte an der Universität Münster und Permanent Fellow am Wissenschaftskolleg zu Berlin.

## Biographie
Seewald, der als Sohn eines Deutschen und einer Französin in Kleinblittersdorf aufwuchs und daher sowohl die deutsche als auch die französische Staatsangehörigkeit hat, besuchte das Ludwigsgymnasium in Saarbrücken, wo er die 10. Klasse übersprang und 2005 das Abitur ablegte. 2004 gewann er gemeinsam mit Valentin Jeutner den Bundeswettbewerb Jugend debattiert. Er studierte Katholische Theologie (Diplom, „Mit Auszeichnung“), Politikwissenschaft und Philosophie (Magister Artium, „Mit Auszeichnung“) an der Eberhard Karls Universität Tübingen, in Pune (Indien) und an der Philosophisch-Theologischen Hochschule Sankt Georgen.
2011 wurde er an der Ludwig-Maximilians-Universität München  bei Bertram Stubenrauch zum Dr. theol. promoviert, 2012 empfing er die Diakonenweihe, 2013 die Priesterweihe; er ist in der Diözese Rottenburg-Stuttgart inkardiniert. Auf die Frage, warum er Priester geworden sei, antwortete er: „Weil es als Christ meine Form der Nachfolge Jesu ist.“ und weil es ihn „gereizt“ habe. Mit dem „Großbegriff »Berufung«“ hingegen könne er nichts anfangen, da ihm der „metaphysische Überbau“ fehle. Zugleich 2015 habilitierte Seewald sich an der Ludwig-Maximilians-Universität München. 2016 wurde er im Alter von 29 Jahren in der Nachfolge von u. a. Joseph Ratzinger und Karl Rahner auf den Lehrstuhl für Dogmatik und Dogmengeschichte an der Universität Münster berufen und ist damit einer der jüngsten Professoren Deutschlands in einer geisteswissenschaftlichen Disziplin. Seewald lehrte zuvor am Ambrosianum Tübingen, an den Universitäten München und Bonn sowie am Saint John’s Seminary in Boston.
Im akademischen Jahr 2021/2022 war Seewald Fellow am Wissenschaftskolleg zu Berlin, seit 2024 ist er dort Permanent Fellow. Seit Juli 2022 ist er als Nachfolger von Nils Jansen Sprecher des Exzellenzclusters „Religion und Politik“ an der Universität Münster.

## Arbeitsschwerpunkte
Michael Seewald interessiert sich für Theorien dogmatischer Entwicklung, für die Stabilität und Dynamik religiöser Menschenbilder sowie für Methodenfragen ökumenischer und interreligiöser Theologie. Im Schnittfeld von Theologie und Politikwissenschaft erforscht er „Religion als transzendente Zweitwertung und ihre politischen Folgen.“ In seinen dogmengeschichtlichen Forschungen widmet sich Seewald der Theologie der Aufklärung des 18. Jahrhunderts.
Seewalds Bücher wurden in zahlreiche Sprachen übersetzt. Sein Werk Dogma im Wandel: Wie Glaubenslehren sich entwickeln, das 2018 auf Deutsch erschien, wurde ins Italienische, Spanische, Portugiesische (mit einer eigens bearbeiteten Sonderausgabe für Brasilien), sowie ins Französische, Polnische, Ungarische und Englische übersetzt, wobei die englische Ausgabe bei Cambridge University Press erschien. Sein Lehrbuch zur „Einführung in die Systematische Theologie“ wurde ins Spanische und Koreanische übersetzt.
In der Debatte um die Zulassungsbedingungen zum Priesteramt forderte Seewald 2017, die Diskussion nicht auf den Zölibat zu verengen, sondern sich offensiv für die Zulassung von zölibatär lebenden Frauen einzusetzen. Der Ausschluss von Frauen sei schwieriger zu begründen als die zölibatäre Lebensform der Amtsträger, weil es sich beim Nein zur Frauenordination um eine geschlechtsspezifische Diskriminierung, beim Zölibat hingegen um eine freiwillig gewählte Lebensform handele.
Im Februar 2019 äußerte Seewald die Ansicht, eine räumlich begrenzte Aufhebung des Zölibats der Priester sei seiner Auffassung nach möglich: Ob Priester ehelos leben müssten oder es auch verheiratete Priester geben dürfe, brauche man weltkirchlich nicht einheitlich zu lösen. Allerdings erscheine dann das Eintreten eines „Dominoeffektes“ als wahrscheinlich.
Seewald sieht Demokratiedefizite in allen Religionen. Das Christentum sei darin nicht grundlegend besser als der Islam, habe sich historisch aber ein positives Verhältnis zur Demokratie erarbeitet, wozu der Islam auch fähig sei. Seewald fordert, dass dem Islam in Deutschland die gleiche rechtliche Stellung zuerkannt wird wie den Kirchen.

## Ehrungen und Preise
2005 erhielt Seewald zum Abitur als Primus Omnium den Scheffelpreis, den Preis des Präsidenten des Stadtverbandes Saarbrücken sowie den Preis des Landtagspräsidenten des Saarlandes.
2011 erhielt Seewald für seine Dissertation den Kardinal-Wetter-Preis der Katholischen Akademie in Bayern „für herausragende theologische Dissertations- und Habilitationsarbeiten“.
Seewalds Studien zur Aufklärung des 18. Jahrhunderts in der katholischen Dogmatik wurden mit dem Karl-Rahner-Preis für theologische Forschung 2016 ausgezeichnet.
Als erstem Theologen wurde ihm 2017 der Heinz-Maier-Leibnitz-Preis verliehen, mit dem die Deutsche Forschungsgemeinschaft und das Bundesministerium für Bildung und Forschung „herausragende wissenschaftliche Leistungen“ junger Forscher aller Disziplinen würdigen. Zur Begründung hieß es, Seewald sei „in mehrfacher Hinsicht ein Ausnahmewissenschaftler“, der sich in seinen „intellektuellen Grenzgängen“ den „Irritationen“ und dem „spannungsgeladenen Verhältnis“ zwischen Religion und Moderne widme.
2023 wurde Seewald Mitglied der Nordrhein-Westfälischen Akademie der Wissenschaften und der Künste.
2025 wurde Seewald der mit 2,5 Millionen Euro dotierte Gottfried Wilhelm Leibniz-Preis zugesprochen. In der Begründung der Deutschen Forschungsgemeinschaft heißt es, Seewald sei „eine Schlüsselfigur der Dogmenhermeneutik, die die aktuellen theologischen Debatten über Reform, Glaubenswandel und Tradition maßgeblich prägt.“

## Fellowships, Mitgliedschaften und universitäre Ämter
- seit 2023 Ordentliches Mitglied der Nordrhein-Westfälischen Akademie der Wissenschaften und der Künste
- seit 2022 Sprecher des Exzellenzclusters „Religion und Politik“ an der Universität Münster
- seit 2022 Mitglied des Academic Collegium „Interactive Histories, Co-Produced Communities: Judaism, Christianity, Islam“ an der Universität Bern und dem Institute for Advanced Study, Princeton
- 2021–2022 Fellow am Wissenschaftskolleg zu Berlin
- 2019–2021 Prodekan für Finanzen, Personal und Bauangelegenheiten der Katholisch-Theologischen Fakultät der Universität Münster
- seit 2019 Mitglied im Kuratorium des Bundeswettbewerbs „Jugend debattiert“
- seit 2017 Principal Investigator am Exzellenzcluster „Religion und Politik“

## Publikationen (Auswahl)
- Dogma im Wandel. Wie Glaubenslehren sich entwickeln. Herder, Freiburg i. Br. 2018, ISBN 978-3-451-37917-8.
- Reform. Dieselbe Kirche anders denken. Herder, Freiburg i. Br. 2019, ISBN 978-3-451-38349-6.
- Welche Sprache spricht Gott? Versuche aus Judentum, Christentum und Islam. Zusammen mit Thomas Bauer und Alfred Bodenheimer. wbg Theiss, Darmstadt 2022, ISBN 978-3-8062-4494-6.